# Amata phegea
Amata phegea är en fjärilsart som beskrevs av Carl von Linné 1758. Amata phegea ingår i släktet Amata och familjen björnspinnare. Inga underarter finns listade i Catalogue of Life.

## Bildgalleri

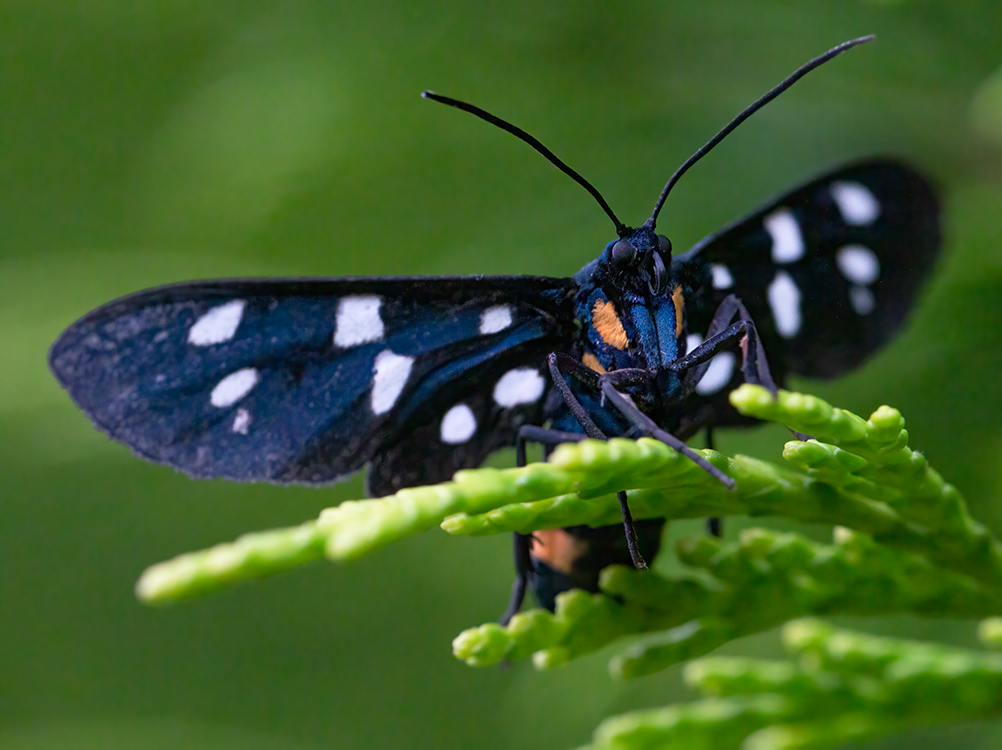
Amata phegea i italien.
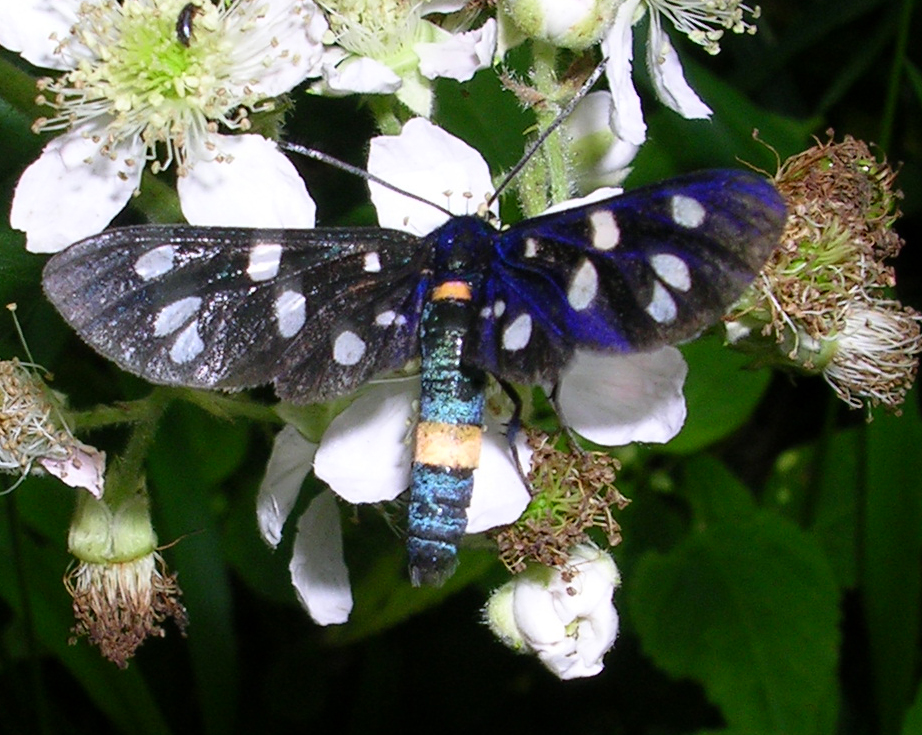
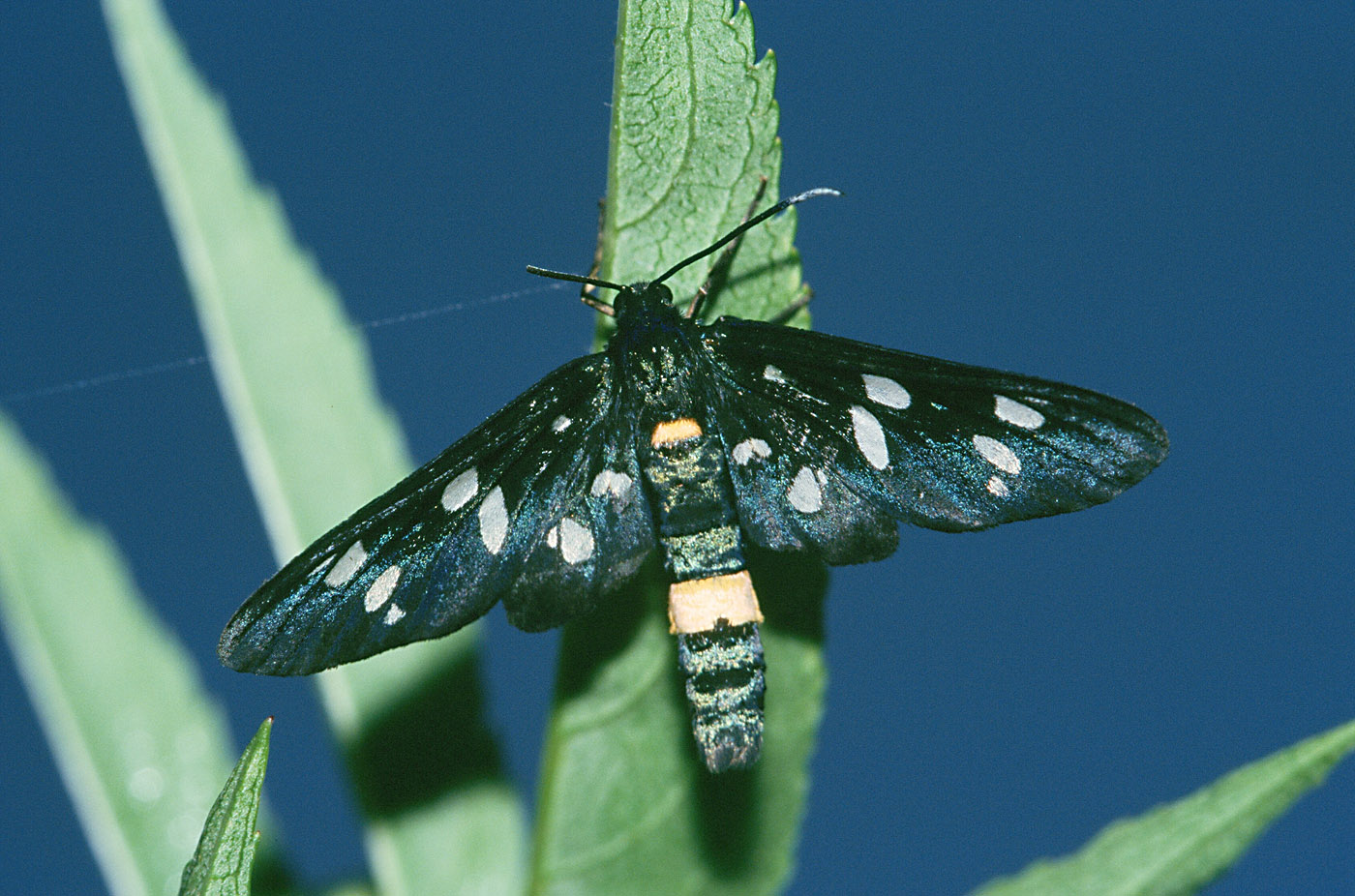